# Robert John McClure
Robert John Le Mesurier McClure, CB (o M'Clure) (Wexford, Irlanda, 28 de enero de 1807 - Londres, 17 de octubre de 1873), fue un explorador británico del Ártico, el primero que completó con éxito la travesía del Paso del Noroeste. 

## Biografía
Robert McClure nació en Wexford, en Irlanda, hijo póstumo del general James Abercrombie, y pasó su infancia al cuidado de su padrino, el general Le Mesurier, gobernador de Alderney. Fue educado en Eton y Sandhurs, siendo preparado para el ejército. Sin embargo, en 1824 ingresó en la Armada. Doce años después tuvo su primera experiencia en el Ártico en la expedición de 1836-37, al mando del capitán (después sir) George Back (1796-1878), como primer oficial del HMS Terror. La expedición llegó al canal de Foxe, donde el HMS Terror quedó atrapado en el hielo; finalmente el barco, dañado, logró regresar a las costas orientales de Irlanda. A su vuelta obtuvo el grado de teniente, y de 1838 a 1839 sirvió en los lagos de Canadá, siendo asignado a bases navales de América del Norte y West Indian, donde permaneció hasta 1846. 

### Primer viaje al ártico
Dos años más tarde se incorporó a una nueva expedición al ártico (1848-49), esta vez como primer teniente del HMS Enterprise, en una expedición comandada por James Clark Ross (1800-62) en el HMS Investigator, que tenía como fin encontrar la expedición perdida de Franklin (1845). Los barcos lograron llegar al Lancaster Sound, pero pronto quedaron atrapados en el hielo y la búsqueda hubo de hacerse en trineos. McClure, que pasó un mes enfermo, no participó en ninguna. Finalmente regresaron a la bahía de Baffin y luego a Inglaterra, sin ninguna información sobre los desaparecidos: fue la primera de las muchas expediciones que fracasaron. Ese fracaso provocó un gran revuelo en Gran Bretaña, y la opinión pública demandó del gobierno una actitud decidida para saber el destino de Franklin.

### La nueva expedición delHMS Investigator

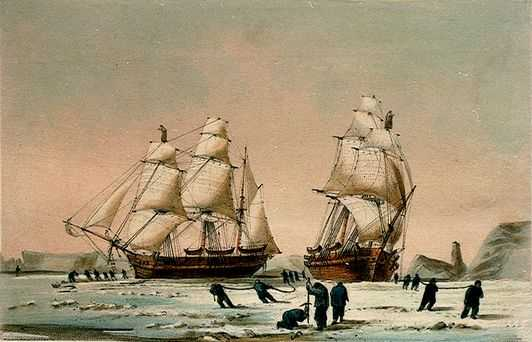
El HMS Enterprise (izquierda) y el HMS Investigator (derecha) atrapados en el hielo (Litografía coloreada de W.H. Browne (1850), del National Maritime Museum).

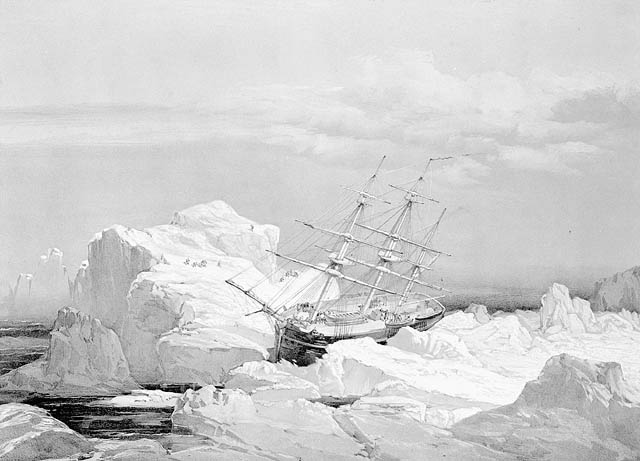
El HMS Investigator atrapado por el hielo en la isla de Baring (el nombre que McClure dio a la isla de Banks).

Tras el fracaso del intento de Ross, el Almirantazgo decidió enviar en su búsqueda dos nuevas expediciones: una iría por el lado oriental, comandada por Horatio Thomas Austin, con dos buques de vela, el HMS Resolute y el HMS Asistance, dos vapores de apoyo, el HMS Pioneer y el HMS Intrepidy un barco de carga, el HMS North Star; otra expedición los buscaría desde el lado occidental, entrando en el paso del Noroeste, a través del estrecho de Bering. Para este expedición, el Almirantazgo, a instancias de Francis Beaufort, eligió a Richard Collinson (1811-83).
Los barcos de la anterior expedición de Ross partieron de nuevo del Támesis el 11 de enero de 1850: el HMS Enterprise, comandado por Collinson; y el HMS Investigator, al mando de McClure. Durante el largo viaje el HMS Investigator demostró ser mucho más lento y quedó a la zaga. Collinson, le permitió ponerse al día en el estrecho de Magallanes, pero las naves de nuevo se separaron pronto en el Pacífico. Quedaron emplazados de nuevo en Honolulú, para enfocar a los mares polares atravesando el estrecho de Bering. Collinson esperó otros cinco días en Honolulu, y a continuación, el 30 de junio navegó hacia el norte con la esperanza de lograr reunirse en el estrecho de Bering.
Mostrando gran preocupación por la seguridad de su barco y tripulación, Collinson optó por evitar las aguas potencialmente peligrosas de la cadena de las islas Aleutianas, navegando alrededor de su extremo occidental. Esta decisión —tomada a pesar de la recomendación de Henry Kellett de seguir el paso de Seguam (Seguam Pass), un paso amplio y seguro a través de las Aleutianas, y con pleno conocimiento de la urgencia de alcanzar el hielo a principios de agosto— resultó desastrosa para el progreso de la expedición. Añadió una distancia considerable a la ruta de Collinson, retrasando su llegada al hielo por un margen decisivo de dos semanas, lo que permitió que McClure se adelantase. McClure había dejado Honolulu cuatro días después que Collinson, pero navegó a través del paso Seguam, llegando antes que su comandante al estrecho de Bering, aunque, no estando seguro de ir por delante, continuó. Pasadas treinta millas de cabo Lisburne, encontró al HMS Herald, capitaneado por Kellett. Kellett, de mayor rango que McClure, no creía que Collinson estuviera por delante y pensaba que el HMS Investigator debía de esperar al HMS Enterprise, pero no le dio la orden de esperar y McClure continuó. Tras bordear la punta Barrow el 7 de agosto, encalló cerca de Return Reef pero logró liberarse y seguir viaje en dirección nordeste, en una ruta que lo llevaba a la isla de Banks tras atravesar el golfo de Amundsen. 
Collinson entró en el hielo nueve días más tarde que McClure y buscó sin éxito a un paso libre a través de la banquisa durante dos semanas más; luego, abandonó el intento y optó por pasar el invierno en Hong Kong, y probar de nuevo en 1851. Los dos barcos no lograrían volver a reunirse.
El HMS Investigator descubrió casi inmediatamente el estrecho del Príncipe de Gales (entre la isla de Banks y la isla Victoria) y logró navegar gran parte del mismo hasta quedar completamente inmovilizado por el hielo. Una exploración en trineo le permitió descubrir que el estrecho llevaba hasta el Vizconde Melville Sound y McClure quedó convencido de que había descubierto el Paso del Noroeste. (Su convicción fue acertada, pero lo que el desconocía en ese momento era que Franklin había encontrado otro camino hacía cuatro años). McClure dejó en la isla de Banks una anotación con su logro, fechada el 21 de abril de 1851, registro que fue descubierto en 1917 por Vilhjalmur Stefansson. 
En 1851 el hielo bloqueaba totalmente el estrecho del Príncipe de Gales y Mcclure decidió retroceder y tratar de rodear la isla de Banks por el oeste. Logró alcanzar el extremo norte de la isla y entró en el estrecho de Banks (actualmente estrecho McClure) antes de que el invierno se les echase encima. Preparó la nueva invernada en una profunda ensenada localizada en la costa septentrional de la isla de Banks, a la que llamó Mercy Bay (literalmente, «bahía de la Misericordia») ya que le proporcionó un buen abrigo y logró evitar que el hielo triturase su embarcación. En la primavera de 1852, en uno de sus reconocimientos en trineo, llegó a Winter Harbour, en isla Melville —el lugar donde había pasado el invierno Sir William Edward Parry en su expedición de 1819— y dejó un mensaje en una roca.
El HMS Investigator permaneció atrapado por el hielo en bahía Mercy durante todo el año 1852. En la primavera de 1853, la tripulación sufría desnutrición y escorbuto y aún seguían atrapados en el hielo. McClure elaboró un plan de evacuación de los miembros menos saludables, ya que sería poco probable que soportasen los rigores de un tercer invierno (McClure siempre había mostrado una gran preocupación por la salud de su tripulación, entreteniéndoles con diversiones durante las largas horas de inactividad del invierno, y ganando su respeto y cariño) y antes de partir, la suerte le ayudó. El mensaje que había dejado en Winter Harbour el año anterior fue encontrado por miembros del HMS Resolute, uno de los cuatro buques de otra expedición de búsqueda de Franklin, la de sir Edward Belcher (1799-1877). El HMS Resolute, capitaneada por Kellett, también estaba atrapada en el hielo cerca de isla Melville y el teniente Bedford Pim había caminado sobre el hielo hasta encontrar el HMS Investigator. McClure quería mantener los suficientes hombres para tratar de recuperar su barco, pero Kellett le ordenó que lo abandonara. McClure y sus hombres se vieron obligados a pasar un cuarto de invierno en el ártico, de regreso al HMS Resolute, atrapada aún en el hielo. En abril de 1854 McClure y su tripulación fueron enviados por trineo a la isla Beechey, donde embarcaron en el HMS North Star, un barco de transporte. Finalmente, llegaron a Inglaterra el 28 de septiembre de 1854, junto con el resto de las tripulaciones de Belcher, que en esa desastrosa expedición había perdido cuatro de sus cinco barcos.

### Reconocimientos
McClure y su tripulación fueron los primeros en circunnavegar ambas Américas y transitar el Paso del Noroeste, una hazaña considerable para la época. A su regreso a Inglaterra, McClure fue juzgado marcialmente por la pérdida del HMS Investigator, pero tras una honrosa absolución, fue nombrado caballero, ascendido y recompensado con cuatro años de licencia en reconocimiento a sus servicios especiales. Posteriormente fue galardonado con la medallas de oro de las Sociedades geográficas de Francia e Inglaterra. 
En 1856 apareció Discovery of the north-west passage («Descubrimiento del paso del noroeste»), un libro del entonces capitán Sherard Osborn —comandante del HMS Pioneer, uno de los barcos perdidos en la expedición de Belcher— que recogía algunos extractos de los diarios de viaje de McClure. Como el libro glosa algunas circunstancias del viaje que dejan a McClure en mal lugar, los historiadores suelen preferir el informe del cirujano del HMS Investigator, sir Alexander Armstrong (1818–99). 
De 1856 a 1861 McClure sirvió en las aguas del Este, al mando de la división de la Brigada Naval ante Cantón (China) en 1858, por la que fue nombrado compañero de la Orden del Baño al año siguiente. Sus últimos años fueron una etapa tranquila; alcanzó el rango de contralmirante en 1867, y de vicealmirante en 1873. Murió en Londres ese año y está enterrado en el cementerio londinense de Kensal Green. 

## Eponimia
- El estrecho de McClure fue nombrado en su honor.
- El cráter lunar McClure lleva este nombre en su memoria.[2]